# Puerto La Plata
Puerto La Plata är en hamn i Argentina.   Den ligger i provinsen Buenos Aires, i den östra delen av landet, 50 km sydost om huvudstaden Buenos Aires. Puerto La Plata ligger 7 meter över havet.  Runt Puerto La Plata är det tätbefolkat, med 550 invånare per kvadratkilometer.. Närmaste större samhälle är La Plata, 11,3 km sydväst om Puerto La Plata.